# Gonosz halott (film, 2013)
A Gonosz halott (eredeti cím: Evil Dead) 2013-ban bemutatott amerikai horrorfilm, melyet Fede Álvarez írt és rendezett. A film a Gonosz halott-filmszéria negyedik része. A főszerepet Jane Levy, Shiloh Fernandez, Jessica Lucas, Lou Taylor Pucci és Elizabeth Blackmore alakítja.

## Cselekmény[1]
|  | Alább a cselekmény részletei következnek! |

Miután egy sérült lányt (Phoenix Connolly) elfognak az erdőben, visszaviszik a pincébe, ahol számos ember van jelen. Ott az apja, Harold (Jim McLarty) amikor felfedi benne a démoni gonoszt, tűzzel felégeti és fejbe lövi.
Valamivel később, Mia (Jane Levy), a bátyja, David (Shiloh Fernandez), a barátaik, Eric (Lou Taylor Pucci), Olivia (Jessica Lucas), és David barátnője, Natalie (Elizabeth Blackmore), megérkeznek az erdőbe egy régi kabinházhoz, ahol azt tervezik, hogy segítenek Miának felépülni a heroinfüggőségéből. David elidegenült a barátaitól és a saját húgától, amikor az édesanyja bekerült az elmegyógyintézetbe. Mia így arra kényszerült, hogy egymaga gondoskodjon anyjáról, aki könnyen heroinfüggővé válik. David azt reméli, hogy ha itt van, újra jól kijöhet mindenkivel. 
Nem sokkal később rossz szag vezeti őket a pincébe, ahol rothadó állati tetemeket, egy kétcsövű vadászpuskát és egy „Naturom Demonto” című könyvet találnak, melynek a sumér változata a „Book of the Dead”. A könyvben található figyelmeztetéseket figyelmen kívül hagyva Eric hangosan felolvas belőle, amivel megidézi a démont. Mia azt hiszi, hogy valami jön utána, ezért a barátainak és a bátyjának könyörög, hogy elmehessen, de nem hajlandóak elengedni, mert azt hiszik, hogy akkor visszaszokik a heroinra. Amikor berohan a szobájába, kimászik az ablakon és elviszi a barátai kocsiját és az úton saját magát látja sikoltani démoni változatban, aminek ellenére belehajt egy vízzel elárasztott árokba, ami leállítja a kocsit. Amikor magához tér, kiúszik a vízből és a gonosz üldözőbe veszi, majd belegabalyodik egy tüskés bokorba, ami életre kell és megerőszakolja őt. Az erőszakolás után, Davis és Olivia megtalálják Miát és hazaviszik a kabinba, és láthatóan traumában szenved. Mia azt mondja Davidnek, hogy valami rátámadott az erdőben, de nem hiszi el neki. Amikor Mia megöli David kutyáját, David bemegy a zuhanyzóba, ahol látja hogy Mia leforrázta magát, ahogy a könyvben is szerepel, melyet Eric ismer. David a húgát dzsippel elviszi a kórházba, de az árvíz elzárja az utat. 
Miután visszamentek a kabinba, a már teljesen megszállt Mia a puskával vállon lövi Davidet és megtámadja Oliviat, majd a csoport bezárja őt a pincébe. A démon ezután Olivia testébe bújik és arra kényszeríti, hogy vágja szét az arcát egy törött üvegszilánkkal, majd megtámadja Eric-et, aki megöli őt a küzdelem során. Míg David ellátja Eric sebeit a kabin melletti fészerben, ez idő alatt a síró Mia lecsalogatja Natalie-t a pincébe – Lenn megharapja a kezét, és vért hány a szájába, mielőtt az emeletre menekül. Eric rájön, hogy a könyvet nem tudja megsemmisíteni, és azt olvassa hogy; Ha a démon öt lelket elfogyasztott, vér hull az égből és a förtelem fel jön a pokolból. Közben a konyhában, Natalie megpróbálja kitisztítani a fertőzött sebet, de a harapás egyre-jobban elterjed a karján, majd egy elektromos késsel levágja. David és Eric ellátják Natalie sebét, utána megbeszélik a következő lépést. Eric elmondja, hogy csak úgy lehet vége, hogy ha a megszállt "megtisztul", amely három módon történhet; Élve eltemetés, a test megcsonkítása és a tűz általi tisztulás. Ha valamelyik bekövetkezik, remélhetőleg megszűnik a démoni támadás. Eközben Natalie teljesen megszállott lett, és megtámadja őket egy szögbelövővel meg egy feszítővassal. David lelövi Natalie másik karját shotgunnal, és ahogy elvérzik, a démon elhagyja a testét. David otthagyja a halálosan megsérült Ericet a kocsinál, és azt tervezi hogy kiüti Miát és eltemeti élve. Az ezt követő harcban David már majdnem hogy meghal, de az utolsó pillanatban Eric a megmentésére érkezik és kiüti Miát, de nem azelőtt, hogy leszúrná őt szőnyegvágóval. 
Ahogy Eric végül haldoklik a halálos sebei miatt, megvallja, hogy David hiányzott neki, amit ő megbocsátásként fogad, amiért ott hagyta őt. 
Ezután David benyugtatózza Miát, hogy teljesen eszméletlen legyen, amíg beteszi őt a sírba a ház mellett. Miután meghal, kiássa a testét, és feléleszti őt egy rögtönzött defibrillátorral; a démon ki lett űzve belőle, így újra ember lett. Ahogy visszatér a házhoz, hogy megszerezze a dzsip kulcsát, Davidet megtámadja és halálosan megsebesíti Eric, akit megszállt a démon. David kizárja Miát a házból, és egymaga harcba száll Ericcel. Eric azt mondja Davidnek, hogy "Közeledik.", amire ő azzal válaszol, hogy a shotgunnal belelő egyet a közeli benzines kannába, amitől az egész ház lángokba merül, és mindketten meghalnak.
Mivel az öt lélek gyakorlatilag összegyűlt, a jóslat beteljesült. Vér hullik az égből ahogy a Gonosz feljön a pokolból, a föld alól, és elkezdi üldözni Miát. A hosszas küzdelem után, ami a kezének elvesztésével jár, Miának sikerül megölnie a Gonoszt azáltal, hogy függőlegesen kettévágja egy láncfűrésszel. Ezután a Gonosz visszasüllyed a talajba. A véreső eláll és Mia, kikészülve az éjszaka borzasztó eseményeitől, egyenesen az erdőbe sétál. A könyv a tűztől sértetlenül a földön hever, és magától becsukódik.
A stáblista alatt Raymond Knowby professzor a Naturom Demonto múltbeli felfedezéséről beszél. A stáblista után, egy jelenetben, egy öregebb Ash Williams (Bruce Campbell) jelenik meg egy homályos reflektorfényben és elmondja a sablonszövegét a Gonosz halott 2. és A sötétség serege című filmjeiből, mielőtt a közönség felé fordul.
|  | Itt a vége a cselekmény részletezésének! |

## Szereplők
| Szerep                    | Színész             | Magyar hangja      |
| ------------------------- | ------------------- | ------------------ |
| Mia Allen                 | Jane Levy           | Csifó Dorina       |
| David Allen               | Shiloh Fernandez    | Moser Károly       |
| Eric                      | Lou Taylor Pucci    | Szatory Dávid      |
| Olivia                    | Jessica Lucas       | Bogdányi Titanilla |
| Natalie                   | Elizabeth Blackmore | Czető Zsanett      |
| Tinédzser                 | Phoenix Connolly    | Csuja Fanni        |
| Harold                    | Jim McLarty         | Németh Gábor       |
| Öreg nő                   | Sian Davis          | (eredeti nyelven)  |
| Ash                       | Bruce Campbell      | Jakab Csaba        |
| Raymond Knowby professzor | Bob Dorian          | Epres Attila       |